# Nicolum River
Der Nicolum River ist ein 13 km langer linker Nebenfluss des Coquihalla River im Süden der kanadischen Provinz British Columbia. Der Fluss wurde 1942 in Nicolum Creek umbenannt. Seit 1991 trägt der Fluss wieder seinen ursprünglichen Namen.

## Flusslauf
Der Nicolum River hat sein Quellgebiet in der Nördlichen Kaskadenkette. Seinen Ursprung bildet ein 1700 m hoch gelegener Bergsee am Nordhang des Mount Coulter (2006 m). Der Nicolum River fließt anfangs 3,5 km nach Nordosten. Im Anschluss, 5 km nördlich von Sunshine Valley, wendet sich der Fluss nach Nordwesten. Der British Columbia Highway 3 (Crowsnest Highway) folgt dem Flusslauf über eine Strecke von 8 km. Der Nicolum River Provincial Park liegt etwa 2 km oberhalb der Mündung. Kurz darauf überquert der British Columbia Highway 5 (Coquihalla Highway) den Fluss. Die Mündung des Nicolum River in den Coquihalla River befindet sich einen weiteren Kilometer abstrom im Coquihalla Canyon Provincial Park, 5 km östlich der Kleinstadt Hope. Im Süden grenzt das Einzugsgebiet des Nicolum River an das des Sumallo River, in dessen Tal der British Columbia Highway 3 (Crowsnest Highway) nach Südosten weiterführt.

## Hydrologie
Der Nicolum River entwässert ein Areal von etwa 110 km². Der mittlere Abfluss 7 km oberhalb der Mündung beträgt etwa 2,6 m³/s. Zwischen Mai und Juli führt der Fluss gewöhnlich die größten Wassermengen.